# Giovanni Battista Noferi
Giovanni Battista Noferi (* um 1730 vermutlich in Italien; † 26. Februar 1782 in London) war ein italienischer Geiger und Komponist, der in England wirkte.

## Leben und Wirken
Giovanni Battista Noferi veröffentlichte 1757 in London seine acht Violinsonaten op. 1, danach ließ er sich in Cambridge nieder, wo 1760 seine sechs Sonaten op. 2 erschienen. Im Vorwort dieser Werkesammlung bezeichnete er den Widmungsträger, den Geiger Felice Giardini als seinen Freund und Lehrer.
Ab 1762 lebte er wieder in London und beteiligte sich am Konzertleben der Stadt, als Solist, Orchestermusiker und Dirigent. Zwischen 1770 und 1780 organisierte er zahlreiche Benefizkonzerte, an denen Musiker wie James Cervetto (1747–1837), Johann Christian Bach, Carl Friedrich Abel, Muzio Clementi oder Wilhelm Cramer teilnahmen.
Im King’s Theatre hat er auf der Bühne auch Gitarre gespielt. Ab 1777 komponierte er für das King’s Theatre mehrere Ballettmusiken, die in zeitgenössischen Anzeigen angekündigt wurden. Die Musik Noferis ist im galanten Stil der Zeit um 1770 gehalten. Für die Saison 1781–1782 wurde mit der Position leader of dances betraut. Jedoch am 20. Februar 1782 erlitt er während einer öffentlichen Probe einen Schlaganfall und starb wenige Tage später.

## Werke (Auswahl)
- Eight Solo’s for violin and a thoroug bass op. 1, London, 1757
- Six Solos for violin and a thoroug bass op. 2, Cambridge, 1760
- Six Solos for guitar and harpsichord op. 3, London, 1765
- Six Sonatas or Duetts for 2 violins op. 4, 1762
- Sei duetti für 2 Flöten op. 5, 1763
- Sei Duetti per due Cetre op. 6, 1763
- Six Sonatas for 2 violins and a thoroug bass op. 7, London 1765
- Sei trii für 2 Violinen und Bass, op. 9, London, 1766
- Six Sonatas for 2 violins and harpsichord op. 10, London, 1769
- Six Solos for the Violin and Bass op. 11, London, c.1770
- Six Sonatas or Lessons for guitar op. 12, London, 1775
- Six Trios for two Violins with a Thorough Bass for the Harpsichord op. 13, London, 1776
- Six Duettos, 3 für 2 Violine und 3 für Violine und Violoncello op. 14, London, 1777
- Six Trios, 3 für Violine und Tenor (Bratsche) und 3 für Violine und Violoncello op. 15, London, 1777
- Six Trios for the Guittar, Violin and Piano Forte or Violoncello op. 16, London, c. 1780
- Six Trios for two Violins and a Violoncello op. 17, London, c. 1780
- The Opera Dances for 1778
- The Opera Dances for 1779
- The Opera Dances for 1780
- The Celebrated Dances Performed by the Messrs. Vestris Etc. at the King’s Theatre London, 1781[3]